# カトリン・ツェラー
カトリン・ツェラー（Katrin Zeller、1979年3月1日 - ）は、ドイツ、バイエルン州オーベルストドルフ出身のクロスカントリースキー選手。

## プロフィール
1997年から国際大会に出場するようになったが、クロスカントリースキー・ワールドカップでポイントをあげたのは2005-2006シーズンが初めてであった。
2009年ノルディックスキー世界選手権のリレーでエヴィ・ザッヘンバッハー＝シュテーレ、ミリアム・ゲスナー、クラウディア・ニスタットとともに銀メダルを獲得。
2010年バンクーバーオリンピックでは同じメンバーで再び銀メダルを獲得した。